# 佐賀市立中川副小学校
佐賀市立中川副小学校（さがしりつ なかかわそえしょうがっこう）は、佐賀県佐賀市川副町大字福富にある市立小学校。

## 概要
歴史
1874年（明治7年）創立。数回の改組・改称を経て、現校名になったのは2007年（平成19年）。2024年（令和6年）に創立150周年を迎えた。
校章
校名の頭文字である「中」を5つ円形に並べたものを背景にして、中央に「小」の文字を置いている。
校歌
1975年（昭和50年）に創立100周年を記念して制定。作詞は中原敏雄、作曲は富永定美による。歌い出しは「みどり豊かな葉がくれの」。歌詞は2番まであり、両番の歌詞中に校名の「中川副小学校」が登場する。
通学区域
佐賀市川副町のうち、「大字福富、大字早津江、大字早津江津」。中学校区は佐賀市立川副中学校。

## 沿革
- 1874年（明治7年） - 中津厳島神社前に「知新小学校」が創立。間もなく「早津小学校」に改称。吉村・中津・和崎・八龍（下早の一部）の生徒を収容。
- 1875年（明治8年）8月 - 現・中川副公民館の場所に「早都栄小学校」[2]が創立。早津江津・早津江・弟子丸・崎ヶ江・福富の児童を収容。
- 1881年（明治14年）- 米納津に分教場を設置。
- 1882年（明治15年）- 「公立中等早都栄小学校」に改称。
- 1883年（昭和16年）- 福富本村に分教場を設置。
- 1884年（明治17年）- 「公立中等早津江小学校」に改称。新たに東古賀に分教場を設置。
- 1885年（明治18年）
  - 学区が改正され、元・川副郷（中川副・西川副・南川副・大詫間）をもって「六番学区」となる。
  - 大暴風で校舎が被害を受ける。有志の寄付により、校舎修理と校舎1棟増築を行う。
- 1886年（明治19年）- 小学校令施行。「高等科併置 尋常盈進小学校」（尋常科4年・高等科4年）と改称し、六番学区内の小学校を分教場とする。
- 1887年（明治20年）- 学区内の小学校を分校とする。
- 1889年（明治22年）
  - 4月1日 - 町村制施行により、佐賀郡3村（早津江、早津江津、福富）が合併し、「中川副村」が発足。
  - この年 - 各分校の大半が分離の上、尋常小学校として独立。北川副他六ヶ村組合立 川副高等小学校が設立される。
- 1892年（明治25年）4月 - 「早津江尋常小学校」に改称。
- 1901年（明治34年）4月 - 「中川副尋常小学校」と改称。
- 1908年（明治41年）4月 - 改正小学校令により、尋常科（義務教育）が4年制から6年制に変更となる。尋常科5年を新設。
- 1909年（明治42年）4月 - 尋常科6年を新設。
- 1910年（明治43年）- 現在地に校舎を新築。
- 1916年（大正5年）4月1日 - 北川副他六ヶ村組合立 川副高等小学校の組合解散に伴い、高等科を併置の上、「中川副尋常高等小学校」と改称。
- 1919年（大正8年）- 農業補習学校が併置される（大正末から昭和初期にかけて青年訓練所充当中川副公民学校となる）。
- 1935年（昭和10年）6月 - 青年学校令施行により、併置の公民学校が「中川副実業青年学校」に改称。
- 1941年（昭和16年）4月1日 - 国民学校令施行により、「中川副村国民学校」と改称。尋常科を初等科に改める。
- 1947年（昭和22年）4月1日 - 学制改革が行われる。
  - 国民学校の初等科は、新制小学校「中川副村立中川副小学校」（6年制）が発足。
  - 国民学校の高等科は青年学校普通科とともに、新制中学校「中川副村立中川副中学校」に改組・改称。小学校に併設される。
- 1955年（昭和30年）4月 - 町村合併により「川副町立中川副小学校」と改称。
- 1958年（昭和33年）9月 - 川副町立川副中学校への統合により、川副町立中川副中学校が閉校。ただし、中学統合校舎完成までの間、「中校舎」として存続。
- 1959年（昭和34年）- 川副中学校の統合校舎が完成したため、中校舎が廃止の上、小学校に移管される。完全給食を実施。
- 1966年（昭和41年）- 校舎を改築（第一期工事が完了）。
- 1968年（昭和43年）- 校舎を改築（第二期工事が完了）。
- 1975年（昭和50年）10月 - 創立100周年記念式典を挙行。校歌を制定。
- 1995年（平成7年）9月 - 新校舎が完成。
- 2007年（平成19年）10月1日 - 市町村合併により、「佐賀市立中川副小学校」（現校名）と改称。

## 交通
最寄りの鉄道駅
- JR九州 長崎本線 「佐賀駅」

最寄りのバス停留所
- 佐賀市営バス 早津江線 「中川副小学校前」停留所

最寄りの幹線道路
- 国道444号 「中川副小入口」交差点

## 周辺
- 早津江郵便局
- 佐野常民と三重津海軍所跡[3]の歴史館

## 参考資料
- 「川副町史 (PDF) 」（1979年（昭和54年）2月28日, 川副町）p.685～p.688 - 佐賀市ウェブサイト